# فلاورز (میسیسیپی)
فلاورز (به انگلیسی: Flowers) یک منطقهٔ مسکونی در ایالات متحده آمریکا است که در شهرستان وارن، میسیسیپی واقع شده‌است.